# NGC 6027c
NGC 6027c هي مجرة حلزونية ضلعية وهي جزء من سداسية زايفرت، وهي مجموعة صغيرة من مجرات وهي حاليا في عملية الاصطدام والاندماج تقع في كوكبة الحية (كوكبة) .

## وصلات خارجية
- NGC 6027c على موقع ويكي سكاي: DSS2, SDSS, GALEX, IRAS, Hydrogen α, X-Ray, Astrophoto, Sky Map, Articles and images